# Neodiaptomus schmackeri
Neodiaptomus schmackeri is een eenoogkreeftjessoort uit de familie van de Diaptomidae. De wetenschappelijke naam van de soort is voor het eerst geldig gepubliceerd in 1892 door Poppe & Richard.